# Manuel Ignacio Acosta Gutiérrez
Manuel Ignacio Acosta Gutiérrez (Hermosillo, Sonora; 4 de febrero de 1977) es un abogado y político mexicano. Fue presidente municipal de la ciudad de Hermosillo, capital del estado de Sonora, durante el periodo 2015-2018.

## Carrera política
Se graduó como abogado en el 2007 en la Universidad de Hermosillo. En el 2012, fue acusado por los delitos de falsificación de documentos y asociación delictuosa para falsificar documentos para obtener su título como abogado falsificando documentos.
Se afilió al Partido Revolucionario Institucional. También se desempeñó como Auxiliar Administrativo de la Secretaría de Administración y Finanzas del PRI en el Distrito Federal (1996-1999), Coordinador Estatal de Jóvenes (1999-2001) y Consejero Político Municipal en Hermosillo, Sonora (2002-2009). En 2007 llega a ser Presidente del Comité Directivo Municipal de Hermosillo.
Además de sus puestos políticos, durante 1997 trabajó para la empresa encuestadora Consulta Mitofsky. Al interior de la administración pública estatal tuvo los cargos de director general del Parque Popular Infantil del DIF entre 2001 y 2002 y director general del Instituto Sonorense de la Juventud entre 2003 y 2006.

### Diputado local
En 2006 ocupa el puesto de diputado en el estado Sonora, que tomó protesta el 16 de septiembre. Ahí formó parte de las comisiones de Asuntos de la Juventud; Gobernación y Puntos Constitucionales;  Justicia y Derechos Humanos; Presupuestos Municipales; Examen Previo y Procedencia Legislativa; Investigación y Estudios Legislativos y Seguridad Pública. Terminó su diputación en 2009, sin embargo, solicitó licencia previamente para buscar la diputación federal.

### Diputado federal
En 2009 fue elegido diputado federal de la LXI Legislatura del Congreso de la Unión de México, representante del V distrito del estado de Sonora con cabecera en Hermosillo. Formó parte de las siguientes comisiones:
- Especial de Competitividad (Secretario)
- Seguridad Pública (Secretario)[cita requerida]
- Juventud y Deporte
- Régimen, Reglamentos y Prácticas Parlamentarias
- Economía

### Candidato a alcalde de Hermosillo
En abril de 2012, Maloro Acosta Gutiérrez se anuncia como candidato por el PRI a la alcaldía de Hermosillo, Sonora y luego pasaría a serlo de la alianza de este partido con el Partido Verde Ecologista de México. Pero, al final de las elecciones, resultó ganador Alejandro López Caballero del Partido Acción Nacional, mientras que Acosta Gutiérrez quedó en segundo lugar.
En 2015, Maloro compite de nuevo por la alcaldía de Hermosillo por la coalición Un Gobierno Honesto y Eficaz, conformada por el Partido Revolucionario Institucional, Partido Verde Ecologista de México y Partido Nueva Alianza. Compite en esta elección contra el candidato del PAN Damián Zepeda Vidales resultando ganador de la elección Maloro Acosta con el 50.55% de los votos totales. Su sucesor interpuso una demanda  contra el expresidente de Hermosillo, Manuel Ignacio Acosta Gutiérrez, por daño patrimonial y quebranto de la Hacienda municipal.

### Director del Registro Agrario Nacional
El 14 de diciembre de 2012, fue designado por el presidente Enrique Peña Nieto como director general del Registro Agrario Nacional (RAN), tomando posesión de manos de Jorge Carlos Ramírez Marín Secretario de Desarrollo Agrario, Territorial y Urbano (SEDATU). Puesto al que renunció para  aspirar a la candidatura a la presidencia municipal del Municipio de Hermosillo. por presunto desvío de recursos públicos para su campaña y daño patrimonial al Registro Agrario Nacional mientras encabezó como director de ese órgano desconcentrado de la Secretaría de Desarrollo Agrario, Territorial y Urbano (Sedatu), de diciembre de 2012 a febrero de 2015.

### Presidente Municipal del Ayuntamiento de Hermosillo
El 16 de septiembre de 2015 toma protesta ante la gobernadora del estado de Sonora Claudia Pavlovich Arellano como presidente municipal del Ayuntamiento de Hermosillo.

### En la actualidad
Acosta Gutiérrez se desempeña en el sector público como Vicepresidente Región Norte para Unión Continental Latinoamérica (UCL TV), canal de televisión con sede en Uruguay y con presencia en varios países latinoamericanos.
Es también miembro del Centro Global de los Derechos Humanos donde funge como Vicepresidente de Asuntos Políticos.